# Eeklo

Bandeira de Eeklo.

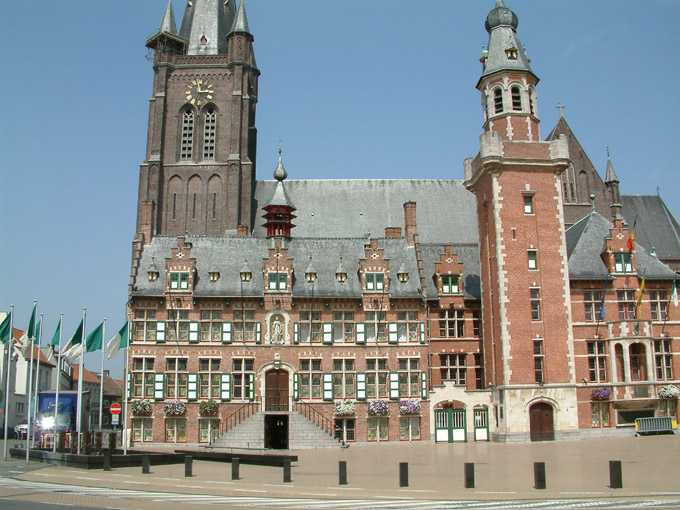
Edifício da câmara municipal/prefeitura de Eeklo.

Eeklo é um município belga localizado na província de Flandres Oriental. O município é constituído apenas pela cidade de Eeklo. O nome Eeklo deriva da contracção de "eke" e "lo" duas palavras do alemão antigo que significam "carvalho e "floresta esparsa" respectivamente. Eeklo é sede do distrito homónimo. Em 1 de Julho de 2006, o município de Eeklo tinha uma população de 19.565 habitantes, uma área total de 30,05 km² e uma correspondente densidade populacional de 651 habitantes por km².

## História

### Das origens à Idade Média
Não existem muitos vestígios de ocupação muito antiga na área de Eeklo. Presume-se que alguns carvalhos tenham atraído a atenção dos viajantes nas estradas romanas que corriam ao longo dos bancos de areia entre os pântanos. Em 1240, a vila teve um crescimento que lhe permitiu obter o título de cidade dada por Jeanne de Constantinopla, condessa da Flandres.Durante anos, os pântanos foram drenados para dar lugar a quintas fortificadas, alguns vestígios podem ainda ser vistos hoje em dia (Groot Goed). Como a maioria das outras cidades do Condado da Flandres, a economia de Eeklo baseava-se na indústria têxtil e nas relações comerciais com a maioria das mais poderosas cidade vizinhas, Ghent e Bruge.

### Do século XVI até à actualidade
Durante a segunda metade do século XVI, Eeklo tinha uma infeliz posição de ser fronteira entre o norte protestante e o sul católico. Isto teve como resultado a destruição da cidade e o abandono dos seus habitantes.
O século XVIII e o século XIX foram muito favoráveis para a cidade e a indústria têxtil reergueu-se. A maioria das escolas e dos edifícios neogóticos datam desse período. Hoje em dia, Eeklo está mudando a sua vocação industrial para serviços das comunidades vizinhas.

## Lugares de interesse
- O edifício da prefeitura/câmara municipal e o campanário foram considerados como sítios do Património Mundial da Humanidade em 1999.
- Eeklo tem várias igrejas e capelas muito interessantes, como a de igreja de São Vicente (Sint-Vicentiuskerk) e a capela da Clínica do Sagrado Coração (Heiling Hartkliniek).
- Um parque provincial situado nas proximidades, chamado "Het Leen", inclui um arboreto e um museu.

## Eventos
- Em todos os fins-de-semana de Julho, o Meetjeslandre Ballonmeeting reúne os entusiastas se balões de ar quente de toda a Bélgica e países limítrofes.
- O Verão é também altura para concertos no parque Het Leen

## Habitantes famosos
- Eric De Vlaeminck, ciclista belga, 7 vezes campeão de ciclo-cross.
- Dirk Braeckman, artista e fotógrafo (n. 1958-)
- Maarten Martens, futebolista (n.1984)
- Tom Dice, representante da Bélgica na Eurovision 2010, em Oslo (n.1989)

## Cidades-gémeas
- Reino Unido: Newbury
- Alemanha: Braunfels
- França: Bagnols-sur-Cèze
- Itália: Feltre